# 文治 (同治進士)
文治（1848年—1910年），费莫氏，字熙臣，号叔平，满洲镶红旗人，同治甲子举人，乙丑进士。选翰林院庶吉士、编修。先后任詹事府少詹事，鸿胪寺卿，内阁学士，福建、甘肃乡试考官，兵部右侍郎，以及浙江、广东等地学政。兄文澂，同治二年癸亥科进士。